# سوریبادا
سوریبادا (کره‌ای: 소리바다) شرکت رسانه‌ای کره‌ای است، که در سال ۲۰۰۱ تأسیس شد.